# NGC 6199
NGC 6199 ist ein einzelner Stern im Sternbild Herkules (Rektaszension: 16:39:28.9; Deklination: +36:03:33). Er wurde am 9. Juli 1864 von Albert Marth bei einer Beobachtung irrtümlich für eine Galaxie gehalten und erlangte so einen Eintrag in den Katalog.